# Csenger (distrikt)
Csenger är ett distrikt i Ungern. Det ligger i provinsen Szabolcs-Szatmár-Bereg, i den östra delen av landet, 270 km öster om huvudstaden Budapest.